# 第二次大戦下における日本基督教団の責任についての告白
第二次大戦下における日本基督教団の責任についての告白（だいにじたいせんかにおける にほんキリストきょうだんのせきにんについてのこくはく、英語: Confession on the Responsibility during WWII）は、1967年3月26日（復活主日）に日本基督教団執行部（鈴木正久総会議長）から出された告白である。

## 概要
1951年、冷戦の激化や旧日米安全保障条約締結による平和への危機感を背景として、「キリスト者平和の会」が結成された。その発足の中で、第二次世界大戦における日本のキリスト者の過ちを認めた。過ちとは日本基督教団が政府に同調して戦争遂行に協力したことであり、また、アジアの諸国の教会と日本の同胞に向けられていた。
1965年の日韓基本条約締結後に、戦時下の韓国の教会の日本による統治支配に対する抵抗運動などが念頭に置かれている。
1966年教団創立25周年に際して、教団夏期牧師講習会で戦時下の教団の戦争責任が若手教職を主体に問題提起されて、討論された。
当時の日本基督教団総会議長の鈴木正久や大塩清之助らが草起委員となって、1966年10月26日の第14回教団総会に戦争責任に関する建議案を提出した。総会決議を受けて、常議員会で審議して、1967年3月26日の復活主日に鈴木の名前で発表された。これは、23年前の1944年に「日本基督教団より大東亜共栄圏に在る基督教徒に送る書翰」を発表した同じ日であり、それを打ち消す意味でこの日を選んだ。
この戦責告白は、若年世代の教職と信徒を中心に積極的に支持されたが、反発するグループもあり、その反対派は鈴木に要望書を提出した。
その要望書は、
1. 当時の置かれている厳しい状況を、戦後の平和な時代の人が一方的に非難することは不当であること。
2. この告白は日本基督教団の成立の摂理を否定することになる。
3. 戦責告白が常議員会で満場一致ではなく多数決によってなされたという手続き上の問題。

などの内容である。
このような教団内の意見を収拾するために、常議員が選任した五人委員会が活動して、事態の収拾を図った。
この告白は、韓国、台湾、フィリピンなどのアジアの諸教会からは積極的な評価を受けた。
1967年9月に鈴木正久は韓国と台湾の教会を訪問し、戦後本格的な交流が始まった。
教団の戦争責任についての告白は、偶像崇拝の罪に触れていないことが指摘されている。また日本基督教団関東教区は、内容に罪責告白がないことを理由に、独自のそれを行なっている。